# How We Do (album)
How We Do – piąty studyjny album amerykańskiej grupy hip-hopowej Das EFX.

## Lista utworów
1. "Intro" - 0:49
2. "Greezy" - 3:57
3. "Full Tyme Hussle" - 4:12
4. "Dro & Henne"	(feat. JJ) - 4:01
5. "The Memories Remain" (feat. Sean Paul)	3:32
6. "Diggy DAS" - 4:15
7. "G Music" - 4:07
8. "Get It Poppin'" - 3:33
9. "Jungle" (feat. Lovey) - 4:25
10. "How We Do" - 4:00
11. "East Coast Husslaz" (feat. JJ & Un Pacino) - 3:28
12. "Let's Get Money" - 3:26
13. "B.S.A.P." (feat.Lovey) - 3:33